# Quand l'alouette chante
Pour les articles homonymes, voir Wo die Lerche singt.
Pour plus de détails, voir Fiche technique et Distribution.
Quand l'alouette chante (Wo die Lerche singt) est un film musical et de comédie réalisé par Karel Lamač et sorti en 1936. 
Basé sur l'œuvre de 1918 Wo die Lerche singt de Franz Lehár, ce film d'opérette est une coproduction en langue allemande entre la Hongrie, l'Allemagne et la Suisse mettant en vedette Mártha Eggerth, Alfred Neugebauer et Hans Söhnker.  

## Synopsis
Une baronne se voit contraint d'ouvrir une auberge routière où l'on joue de la musique et des chants pour attirer les voyageurs.

## Fiche technique
- Titre : Quand l'alouette chante
- Titre original : Wo die Lerche singt
- Réalisation : Karel Lamač
- Scénario : Géza von Cziffra, Alfred Maria Willner et Heinz Reichert d'après l'opérette Wo die Lerche singt de Franz Lehár
- Musique : Franz Grothe et Franz Lehár
- Photographie : Werner Brandes, István Eiben et Hans Imber
- Montage : Viktor Bánky
- Production : Moritz Grünstein et Ernst Schmid-Ahrens
- Société de production : Film A. G Berna
- Pays :  Suisse,  Reich allemand et  Royaume de Hongrie
- Genre : Comédie et film musical
- Langue originale : allemand
- Format : noir et blanc
- Durée : 98 minutes
- Dates de sortie :
  - Suisse : 30 octobre 1936

## Distribution
- Marta Eggerth : Baronesse Margit von Bardy
- Alfred Neugebauer : Baron von Bardy - ihr Vater
- Hans Söhnker : Hans Berend
- Lucie Englisch : Anna - Margits Zofe
- Fritz Imhoff : Török - Faktotum bei Bardy
- Rudolf Carl : Pista - Knecht bei Bardy
- Oskar Pouché : Zakos - Mühlenbesitzer
- Robert Valberg : Dr. Kolbe - Rechtsanwalt
- Gisa Wurm : Emma Kolbe - seine Frau
- Tibor Halmay : Willi Kolbe - deren Sohn (comme Tibor von Halmay)
- Maria Matzner : Piri - Magd
- Rita Tanagra : Else - Margits Freundin
- Ida Jung : (comme Ida Jung-Natzler)
- Leo Resnicek : Autobus-Chauffeur
- Karl Hauser : Gyuri - Kellner
- Joe Furtner : Dr. Dudas (comme Josef Furtner)
- Anna Kallina : Tante von Hans Berend